# オウバードフォースシリーズ
オウバードフォースシリーズ(Aubird Force Series)とは株式会社バンダイから発表された3次元戦術級シミュレーションゲーム及びそのシリーズ作品の総称。本項ではシリーズ全体の総括及びそれらの持つ共通の世界観について述べる。

## 概要
ターン制のウォー・シミュレーションゲームで、他の多くのゲームと異なり3次元戦闘となっているのが特徴で、3次元を表現するために1マスをちょうど立方体としてそれをxyz座標系のように積み重ねたマップでユニットを動かして戦わせる。ゲームの進行は作戦の提示されたミッションを順番にこなしてゆくというものである。

### シリーズ作品
- オウバードフォース
- オウバードフォースアフター

## 世界
エレミア星系
このゲームの舞台となる星系である。もともと惑星などの天体の持つ質量に由来する重力バランスが極めて不安定であり、過去にいくつかの惑星が重力崩壊によって消滅している。しかし、いくつか消滅した後、各惑星間の重力干渉が弱まり、不安定ながらも現在の星系が維持されるようになった。現在、多数の惑星国家が存在し、以下説明する各国もこのエレミア星系の惑星国家の一つである。
デュミナス王国
アマティスの開拓者によって作られたデュミナス王国は星系内部でもっとも若い国家である。開拓の指導者であったギリアム＝ファンケルハイン初代国王とする王政国家であったが、国策を貿易と定め、30年間で著しい発展を遂げた。その後、国家の基盤が築かれたとしてギリアムは政治からは身を引き、立憲君主制の民主的な国家となった。良くも悪くも若い国であり、リベラルな気質を持つ国家であるが、デュミナス解放軍の誕生など国民の愛国心は高い。
デトロワ連邦共和国
デトロワ連邦共和国は首都の置かれるデトロワ星とロドリグ星、そしてトノス星の3つの惑星から形成される大国である。本来は君主制国家であり、武力を背景とした強引な拡大政策により大国としての地位を手にいれ、その最盛期は星系内で人類が生活可能な惑星の6割を支配していたほどであった。しかし、多数の惑星統治による政変やイデオロギーの対立などが相次いだ結果、共和制に移行するに至った。しかし未だ長年にわたる国内不安は払拭できず、国の斜陽化は続いている。
オウバードフォースではトノスがデュミナス解放軍の支援を受けて独立したがアフターでラファリエスの侵攻を受けている。
オルキス連邦
オウバードフォースでは設定にのみ登場しアフターでは主役視点の位置にある国家である。デトロワに対抗する内惑星連合に所属しており、親ラファリエス政策を取る国と民族としての自立を取る国の二つの国家から形成されている。内惑星連合の加盟後に複合企業体から提唱され、統一したオルキス軍が組織された。植民地が戦争に巻き込まれた末にいつの間にか独立したため、国としての歴史は浅い。
ラファリエス皇国
オウバードフォースアフターにのみ登場する国家で、人類発祥の地であり内惑星連合に所属する。長年にわたった中央支配体制が崩壊した後、現在まで「君臨すれども統治せず」をモットーとした皇族の下の民主主義を基盤とした政治が行われている。近年、国粋主義が台頭し、歴史と伝統を持つラファリエスとしてかつての栄光を取り戻そうという声が高まりつつある。
アマティス公国
オウバードフォースでは設定とストーリーシーンの一部に登場し本格参入はアフターからの国家で、内惑星連合（一部資料にてロングール惑星連合と記述されている）に所属している。デュミナスに開拓民を送り平和的に独立させた貿易国家であると共に、公王の発言力の強い、封建的側面を持つ全体主義国家である。民族的対立からデトロワを仮想敵国としているため、レジナン事件からのデュミナス侵攻に対し表面上では中立としながらも一貫した反デトロワ政策を取っている。

## 登場兵器

### デュミナス王立軍(デュミナス解放軍)

#### 艦船
テレダイン級駆逐艦
テレダイン級駆逐艦は、軍が開発の全てを民間に委託した駆逐艦で、フェルミア造船局の堅実な設計で製造されたコーバック級をスケールダウンした趣の駆逐艦である。砲撃力と艦載機運用に加え大型艦並みの作戦行動時間を重要視されて設計されたため各国駆逐艦の中では大型の部類に属し巡洋艦並みの長大な航続距離を持つが、デュミナス戦役時(オウバードフォースの時)にはAD兵器を基本装備としていないため（ただし、外装式AD兵器を装備するものも存在）、全体的な砲撃力では各国駆逐艦と大差がなかった。EG.1026以降の本級は艦載機運用能力と引き換えに小型AD兵器運用能力を獲得、火力が大幅に向上し、各国駆逐艦と比べても優秀な個艦戦闘能力を有するようになった。全長280.26m,全幅28.42m,最大全高65.2m,総重量38,463t。
コーバック級巡洋艦
デュミナス王国が初めて自国の技術のみで設計した巡洋艦。主設計はフェルミア造船局が担当し、単胴式の船体と船体上部に配された砲座、その後方に置かれた艦橋、そして艦後部に設置された機関というEG990年代に一般化したスタイルを採用した堅実的な設計としつつも戦闘力よりも耐久力と長大な航続距離を重視して設計された。デュミナス艦隊の中核戦力であり多数の派生型が存在している。作中では中期に建造された艦の一種であるS型(偵察型）と後期建造のD型(突撃型）が登場している。 近年、近代化改修が行われ、対艦能力が向上している。初期、中期の艦は、AD兵器、対空ミサイルおよび高角機関砲のみが下方を攻撃可能であったが、後期型では後部レーザー砲塔、底部にレールガンが増設され、全方位対処が可能となった。なおレールガン搭載にあたっては、艦載機整備区画に設置されたため、艦載機の武装変更や修理を行うことが制限されている。また、軽巡クラスとしては唯一、大型AD兵器を搭載する。ネームシップの完成から20年以上が過ぎた現在でも各国軽巡洋艦のなかでも最も重武装な艦として存在し、重巡洋艦並みの高い戦闘力を持つとされる。同型艦にテスタリア、ソーセリア、ウィルバックなどがある。全長298.4m,全幅52.44m,最大全高70.5m,総重量39,700t。
ブレナント級巡洋戦艦
デュミナス王国軍艦政本部局が設計した艦で、アレギウスが配備されるまでは旗艦として活躍していた。上下二胴の多胴船体を採用することで誘爆の危険性を低くすると共に艦の生存能力を高めている。単艦戦闘能力はドレニム級に匹敵し、主力艦の中では機動性の高い部類にはいる。全長340.9m,全幅100.72m,最大全高120.3m,総重量60,463t。
アレギウス級戦艦
デュミナス王国軍艦政本部局が設計した艦で、野心作ともいえる設計がなされている。攻撃・防御・耐久力が非常に高い次元でバランスよくまとまっており、就役時、各国の戦艦でも非常に優秀な部類に入ったため本級は各国から注目を集めた。対デトロワ戦役で主力となった戦艦である。全長335.7m,全幅128.68m,最大全高90.75m,総重量64,812t。
アムレード級航空巡洋艦
フェルミア造船局が設計した航空母艦。独立当初のデュミナスが艦隊整備を急ぐ中設計されたこともあって急造という印象が多分に見られるが、基本設計が良好であったため度重なる改造に対応できた。デトロワによるデュミナス侵攻前には既に全艦が最終改造型へ改造済みであったが、その半数以上が大戦により戦没している。デュミナス戦役後の改装で、AD兵器が二基とも撤去されたため対艦戦闘能力は大幅に低下したが、浮いたスペースを艦載機のハンガーブロックの拡大に充てた結果、列国の空母と同等の艦載機搭載能力を獲得し、航空母艦へ艦種変更がなされた。全長390m,全幅84.24m,最大全高170.8m,総重量69870t。
レオニダス級航空母艦
アムレード級の配備完了後に設計された航空母艦で、デュミナス王国軍艦政本部局が設計した。ブレナントやアレギウスのような多胴体構造ではなく、単一式胴体構造を採用して艦内の空間の大半を艦載機運用のスペースに充てることで、航空機運用能力を高めているが、それでも列国の航空母艦に搭載量は及ばかったうえに改装後のアムレード級の方が列国の航空母艦と比肩し得る艦載機搭載能力を持つという皮肉な結果となった。但し、AD兵器をはじめとする高い打撃力と巡洋艦並の機動性を持ち、艦速では列国の航空母艦の中では最速を誇る。なおデュミナス戦役後の改装で、二基搭載していたAD兵器は一基に減じられており、代わりに内蔵式のレールガンが搭載されている。本砲は上方180°の射界を持つ。他に後方にレーザー砲塔が増設されている。ただし、下方への攻撃可能な兵装はAD兵器、対空ミサイル、高角機関砲のみという点に変化は無い。全長403m,全幅90.4m,最大全高111.47m,総重量72,044t。
オルテウス級戦艦
デュミナスの新鋭戦艦で、アレギウス級の拡大改良型として建造されたが実質的に別設計である為、オルテウス級と区別された。建造中デトロワ軍に完成間近の「オルテウス」は接収を受け、占領下で建造が再開されたが、作業はサボタージュ等で遅々として進まずその間にデュミナス解放軍が本星奪還し、「オルテウス」は本来のデュミナス軍が運用する事となった。艦隊旗艦としての能力は最先端の指揮管制システムを採用しているため非常に高い反面、竣工が大幅に遅れたため、バーナント級等の列国の新型戦艦に比べ、直接戦闘力は同等かやや劣っている。これは、艦速は大出力の機関を搭載したものの、中央船体の長さがアレギウス級の倍近いという大型化でデトロワ軍のグロフス級に次ぐ巨艦となって質量が増えた事で相殺されて高速化が困難となった事と、兵装はレーザー砲塔がDLG88ボルテクスDの長射程型となっている以外真新しい兵装が無い事で結果として機動性、火力はアレギウス級とほぼ同程度であったためである。更に船体構造上の欠点として建造当時に自軍の空母の艦載機搭載能力の低さを補うべく、当時開発中だったピーキーな性能を持つハーディの運用を前提に発着艦時の安全性を高めるべく、またハーディの開発が失敗した場合に備えてレイモスやガンボルトの運用も可能なように発着艦スペースに余裕を持たせるため、アムレード級に匹敵する航空艤装を中央船体下部に持たせた結果、中央船体後半部に位置する左右の船体が中央船体よりも高い位置にあるため、第一レーザー砲塔の舷方向の射界が狭く、第二、第三レーザー砲塔が左右船体に並列に搭載されているため、片舷方向に集中運用が出来ず、突撃戦以外の使用―反航戦や交差戦での使用が難しくなってしまった。本艦級は戦艦としてより旗艦としての能力に特化した艦だといえる。全長503.5m,全幅132.2m,最大全高142.8m,総重量82,024t。

#### 艦載機
F3レイモス万能局地戦闘機
デュミナス王国の航空機メーカーであるフィリーモア社による傑作戦闘機。大気圏内外での制空・攻撃能力を持ち、艦載機としての運用も可能である。操縦が容易なため対デトロワ戦で多数のエースを誕生させたが、局地戦闘機であるが故に作戦行動時間が短いという欠点を持っている。
FA2ガンボルト攻撃機
タイガ社製の攻撃機で、攻撃機としては非常に高い空戦能力を有する。これはガンボルトが主力戦闘機として開発されたが、レイモスとのコンペティションに敗れた際に高い攻撃力が買われ攻撃機として採用され、攻撃機として設計改正の際に極力飛行性能を保持しつつ軍の要求する攻撃能力を満たしたという経緯を持つためである。
FY5ハーディー高速戦闘攻撃機
フィリーモア社製のデュミナス王国の最新鋭攻撃機。攻撃機であるものの戦闘機と同等以上の空戦性能を持ち、基本性能ではレイモスやガンボルトを上回っている。操縦性が悪く多くのパイロットから“じゃじゃ馬”と呼ばれたが、乗りこなせば星系最良の戦闘機の1つといえる性能を持っている。
R1タウロス汎用型スクワイエル
デュミナス製スクワイエル第1号で、ダルソス重工が設計を担当した。各国の各種兵装をアタッチメントを介して装備するという独自思想のもとで設計されたため多彩な兵装を装着することが可能である。この設計思想は後に各国に広まった。
R1Dガングート重装型スクワイエル
タウロスの発展型であるガングートは、デトロワ軍侵攻時は試作段階であった。しかし、運用テストを行っていた部隊が試作機と設計図ごと解放軍に参加し、ガングートは解放軍に採用されたという、数奇な運命を持つ機体である。他のスクワイエルには装備できない、大型ミサイルなどを搭載可能なので、後方支援に適している。
R2シグナス空挺用スクワイエル
航空機メーカーのフィリーモア社とダルソス重工が共同で開発したスクワイエルである。惑星降下などの空挺作戦や、大気圏内行動を前提として設計されたが、シグナスは空挺作戦のみならず、あらゆる局面において良好な成績を収めた。

### デトロワ連邦

#### 艦船
デネバ級偵察艦
偵察や基地の警護を担当するデトロワ連邦の局地用小型艦。優秀な情報処理能力を有する上に駆逐艦並みの武装も施されているが、航続距離が短いため惑星間を移動する際には他の大型艦に曳航されて移動する。デュミナス戦役でも多数のデネバ級が投入された。
グーデフ級駆逐艦
デトロワの新鋭駆逐艦。多数の統治惑星を持つことために存在する多くの局地用のデトロワ連邦の小型艦とは異なり、グーデフ級は初めから艦隊に随伴することを目的とした艦隊型駆逐艦となっている。ラファリエスの技術供与によって建造されたため、当時同国の主力駆逐艦であったシンゴラ級のコピー艦と言える存在である。
ヤルーム級巡洋艦
デトロワ連邦艦隊の主力を構成する艦。就役時にデトロワは多数の植民地を持っていたため長大な航続距離と適度な武装を持っていた本級は多数建造された。巡洋艦として性能は満たしているがデュミナス戦役事には旧式化しており、現在では同じく巡洋艦であるコーバック級と比べると性能的に見劣りする感は否めない。アフターでは旧式である設定に準じてか下記のゼークトル級に更新され退役した模様である。
ゼークトル級巡洋艦
デトロワ連邦の新鋭巡洋艦で、グーデフ級と同時期に設計された。能力的にはデュミナスのコーバック級に匹敵する性能を有するが、予算の関係上から本国を中心とした艦隊にしか配備が進んでいないのが現状である。
デーベルン級巡洋戦艦
デトロワ連邦艦隊の主力を構成する艦。耐久力がやや低めであるが生産性が非常に高く、同型艦が多数存在すると共に、このクラスの艦としては数多くの改良型が存在している。大型巡洋艦としての性格が強く、高速力と航続力の長さを生かしてデトロワの尖兵としてあらゆる紛争で真っ先に投入される艦でもあり、軍事大国デトロワを象徴する要素の一つとなっている。
ドレニム級戦艦
デトロワ軍の戦艦で、デトロワ本星のベルゲン工廠でのみ建造されている。艦速を除く全ての面においてデーベルン級を上回っており、艦隊で重要な位置を占める。
改ドレニム級戦艦
ドレニム級戦艦の改良型で、ロケットノズルが二基に増設され、上下二段に配置されているのが特徴。推力が強化されたため、艦速を含め、総合能力は前級よりも向上している。火力ではアルディア級と同等、防御力、耐久力では同級を上回る。
イェルムン級航空母艦
デトロワ軍の航空母艦で、デトロワ本星のバイデン工廠でのみ建造されている。航空母艦としても多数の艦載機を搭載できるため「移動航空基地」との異名を持っている。
カリオン級ミサイル駆逐艦
惑星攻略に投入される艦種で「惑星爆撃艦」との異名を持つ。多数の統治惑星を持つデトロワの独自戦略により発生した艦で、強力なAD兵器を多数装備しており、それらによって敵艦に大打撃を与える事を主眼とされている。デュミナス侵攻時に初めてその実戦配備が確認された。
ダグリブ級ミサイル巡洋艦
カリオン級と同様に惑星攻略に投入される艦で、装備も同様に強力なAD兵器を多数装備している。カリオン級よりも建造時期は古く、デュミナス侵攻より数年前のトノス内乱時に既に存在が確認されている。
アルディア級高速戦艦
部隊の指揮を司る旗艦専用の戦艦。最大の特徴として限定条件ながら戦闘機に比類する速度を出すことが出来る点である。アルディア級は試作的要素の強い戦艦であるため同型艦は存在しない。デトロワ軍には優秀な功績を挙げた指揮官に特別な艦を与える風習があり、この艦はレオハンの座乗艦となった。
改アルディア級巡洋戦艦
前級の量産型。一部の性能を簡略化し、艦種を巡洋戦艦に変更された。
グロフス級超弩級戦艦
要塞艦等の特殊艦船を除けば、グロフス級は大気圏へ突入可能な艦では最大の体積質量を誇る。シールド能力こそ他国の戦艦に譲るものの、火力・装甲は他を圧倒している。数隻の同型艦の中には特殊装備を有する艦もあり、デュミナス戦役で戦没したネームシップで第3機動艦隊旗艦であったグロフスには最新のシールド技術が投入され、解放軍第1艦隊の攻撃を退けたばかりか逆に壊滅に追い込んでいた。
ボルザック級超大戦艦
非常に巨大な艦で、巨大な船体に搭載される巨砲は他に類を見ない威力を持っているほか、その船体に多数の武装を施されている。戦艦としては初めて亜空間ドライブを搭載したため、亜空間ゲートを要せずに惑星間を移動することが出来る。一番艦はデュミナスで戦没した。
ルモラン級警護艦
連邦共和国警備隊の警備艦。軍も練習艦として採用している。
ロダ級護衛駆逐艦
小型艦ながら独力で惑星間航行を可能な能力を持ち、耐久力も高い。船団護衛艦であるため、兵装は自艦防御程度に留まる。

#### 艦載機
L76アロフ軽戦闘機
ヴァローメ社より開発された軽戦闘機。小型艦にも搭載可能な艦載機として開発されたがコンパクトな機体にもかかわらず宇宙・大気圏内を問わない活動能力を有するため、本来小型艦用であったが一部の大型艦でも運用されている。
F71ミューダ汎用戦闘機
リグ・エンタープライズ社が開発した汎用戦闘機で、多くの改造型を持ち、多様な任務を行うことが可能である。その汎用性からデトロワ連邦の主力戦闘機となっているほか、連邦所属各国でも採用されている。
FB80ベリオ戦闘爆撃機
リグ・エンタープライズ社で開発された爆撃機。少数の編隊で広範囲を制圧することを目的とし、兵器を取り付けるハードポイントこそ標準的な数だが、兵器搭載能力は驚異的なまでに高い。対地上戦における爆撃能力は非常に高く、敵軍地上部隊から“空飛ぶ火薬庫”と呼ばれ恐れられている。
FR3フュールベ高速戦闘機
デトロワ連邦軍がリグ・エンタープライズ社との高速度研究機を実戦機とした。だが艦載時の容積減少という制約により初期目標の85%の性能しか得られなかった。それでも本機は従来機よりも1ランク上の水準に達している。一撃離脱戦法を得意としている
S21フィガード高速戦闘攻撃機
フュールベの性能に満足しなかったデトロワ連邦軍は早々と次期高速戦闘機を必要とした。ヴァローメ社製の本機は艦載容積こそ劣るが、その能力はフュールベを凌駕する。星系各国の航空機の中でも最も早い戦闘・巡航速度を持つと言われる。
Z-333ステルス戦闘機
特殊作戦に投入されるステルス機。デトロワ連邦の最新型機で形式名の“Z”は隠密攻撃を主任務とする機体を示す。この任務には要人救出作戦や軍事制裁行動、反政府運動を行う集団に対する攻撃などが含まれている。300番台の機体は高度の機密保持に運用されるため、本機も形式名とヴァローメ社が開発、製造した機体であること以外は一切不明で、正式な名称すら判明していない。
軽装型スクワイエルC58ダイン
ダグレム・オート社が開発した軽量型スクワイエル。戦術的運用を前提としており搭載する索敵装置が簡略化されているため、母艦または基地からデータを受信して作戦行動を行う。他のスクワイエルと比べて軽量であるが装甲が薄いため、被弾時のダメージが大きく損傷しやすいという問題もあった。
汎用型スクワイエルD43ディオール
ダッカジブ・インダストリィ社が設計したデトロワ軍の主力スクワイエル。機動力、探知能力に優れたが、初期型は火力、装甲に対して不安があったと言われ、改良型はその点を考慮し、重点的に改造が施されている。その汎用性を活かして各惑星の多様な地形や天候に対応した装備を搭載できる。
重装型スクワイエルJD5モルギウ
ディオールと同じくダッカジブ・インダストリィ社製の支援用スクワイエル。ディオールと共同運用するべく開発されたが、後期型では自衛防衛力が強化された。その結果防御力が大幅にアップし、パイロット達が安心感を持って操縦できるようになった。デュミナス侵攻時にはモルギウのみで構成する部隊もあったと言われている。
汎用型ヘヴィ級スクワイエルG2ウーグモン
対デュミナス戦用にデトロワ連邦軍戦技研究部が開発したヘヴィ級スクワイエル。数は多くとも質で劣るデトロワが個の性能でも追いつくべく開発した。武装、装甲においてデュミナス軍のタウロスを超える性能を持つが、操作系が複雑化したのに加えて居住性が劣悪だったため、パイロットには不評だった。
重装型ヘヴィ級スクワイエルG3ゾフィエフ
ウーグモンはデュミナス軍のスクワイエルに対抗できる性能を持ったが、パイロットの疲労を原因とする戦場損失率が予想以上に高く、急遽デトロワ連邦軍戦技研究部が開発した新型スクワイエル。居住性の改善に加えて装甲をさらに強化、その厚さはスクワイエルの中でもトップクラスで、正面からの攻撃には抜群の防御力を誇る。
スパッグ型戦闘車両
ダグレム・オート社製の汎用軽戦闘車両。装備によって様々なタイプがあり、警備任務から戦闘支援まで行うことが可能である。

### オルキス連邦(オルキス統合宇宙軍)

#### 艦船
ガートヴァル級駆逐艦
個艦性能を重視されており、重武装・重防御が施されている。その正面火力は重巡に匹敵する。
ガストーニュ級重巡洋艦
オルキスの巡洋艦で、量産性を重視した従来型の単殻式船体構造ではなく戦艦と同様の複殻式船体構造をとり、巡洋戦艦並に防御力を高めている。これは、自国の権益保護の空間が狭い事から、戦艦の補完戦力として扱っているためである。主力艦との殴りあいも設計時から想定され、戦闘能力のみならデトロワのデーベルンに匹敵する。そのため、大きさは各国の巡洋艦の中で最も大型の部類に入る。但し、その高性能の代償として継戦能力や航続力の減少を招き、航行能力が軽巡洋艦よりも低いため、戦艦との殴り合い以外には容易に投入できず、戦艦に比べて著しく汎用性が欠けるものとなっている。
ソルデューヌ級航空母艦
ソルデューヌ級航空母艦は、デュミナス・アマティス等の艦載機戦力の拡充に対抗するために建造されたオルキス初の空母である。だが、もともと強襲母艦として設計されていた為、搭載機数が少なく、本級の航空戦力ではエアカバーにしか運用できず、砲撃戦に参加するには能力的に問題がある。
トリニダート級戦艦
オルキスの主力戦艦。現在、エルガウェイン級など新型艦への更新が始まっている。被弾面積抑制の為、戦艦としてはコンパクトな艦型となっている。
エルガウェイン級戦艦
デュミナスのアレギウス級と同時期に建造された戦艦。アレギウス級よりも速力・機動性に優れるが、シールド発生機などの装備で劣っており、総合的にはほぼ同等の性能を持っている。現在は生産数が少ないため旗艦専用として就役しているのみだが、トリニダード級に代わる主力戦艦となるとみられている。
改エルガウェイン級
旗艦任務に就くため、各種の設備が追加され、艦速、耐久力も高まっている。
バーナント級戦艦
防御力が強化され生存率が高くなった。オルキスの最新鋭戦艦。但し、船体が大型化したため、艦速がエルガウェイン級と同程度にとどまっている。このユニットはデトロワ本国艦隊との決戦終了までの総イニング数が120以上になると入手する。

#### 艦載機
ヴェレスタ戦闘機
エリュスト登場前までの主力戦闘機で、現在も多数運用されている。また、大気圏への単独再突入能力を持っている。

レクサール攻撃機
オルキスの主力攻撃機。攻撃機としては高い防御力を持つ。
エリュスト戦闘機
オルキスの新型戦闘機。ヴェレスタの後継戦闘機。
リューヴェル戦闘攻撃機
オルキスの新型攻撃機。防御力・速度がさらに向上している。
ソグルラータ汎用スクワイエル
オルキスの主力スクワイエルで、登場時、全領域戦闘能力を有する初の機体でもあった。後にデュミナスのタウロスの影響を受け、状況に応じて様々に武装が変更できるように改修が行われた。
ジグレータ汎用スクワイエル
新型のシールド発生器を備える。また、速度性能も向上している。
ロザイル重装スクワイエル
地上での活動を主眼に開発。装甲は厚いが、機動性が低下した

### ラファエリス皇国軍

#### 艦船
シンゴラ級駆逐艦
E.G1022年、当初「突撃艦」と称されたシンゴラ級は、アサルトドローンを搭載した初の小型艦であった。戦艦を撃破可能な能力を持ったシンゴラ級の登場で、それまで「護衛艦」でしかなかった駆逐艦は真の意味で「駆逐」艦となった。現在配備されているシンゴラ級は「タイプVIIシリーズ」と呼ばれる最新型で、惑星間航行能力が強化されている。
イスルギン級駆逐艦
ラファリエス皇国軍の新世代の高速駆逐艦。多様な火器を搭載し、従来の巡洋艦に匹敵する航洋性をもつ。防御力はシンゴラ級を上回るが、耐久性は同程度。
ガムシュ級軽巡洋艦
巡洋艦としては各国の中で最小であるが、防御力は比較的に高い。反面、小型であるが故に搭載兵装数が制約され、内装式のレ－ルガンや後部レーザー砲塔を換装せねばアサルトドローンや対艦ミサイルを実装出来ない。また、一部の艦は艦速が遅い。作中では次の4つのバリエーションが存在する。
| HP   | SH | MV | FD | BD | SD | TD | UD | DX | 兵装                                                 |
| ---- | -- | -- | -- | -- | -- | -- | -- | -- | ---------------------------------------------------- |
| 3200 | 4  | 5  | 29 | 8  | 18 | 25 | 21 | 8  | LG05R×1、RRG3×1、ガドフ9、SSMリグ20、SAMラゼル6、ZSU |
| 3500 | 9  | 5  | 38 | 16 | 26 | 34 | 30 | 16 | LG08R×2、RRG3×1、ガドフ9、SAMラゼル6、ZSU            |
| 3800 | 9  | 5  | 38 | 16 | 26 | 34 | 30 | 16 | LG10R×2、RRG7×1、SSMリグ20、SAMラゼル6、ZSU          |
| 3800 | 9  | 4  | 38 | 16 | 26 | 34 | 30 | 16 | LG10R×2、RRG3×2、SAMラゼル6、ZSU                     |

スカウカル級巡洋戦艦
ラファリエス皇国軍の新型艦。防御力、耐久力ではサンカリ級に劣るものの、シールド値は高い。但し、LG12Rレーザー砲の威力はガムシュ級と同程度。艦隊戦における高速襲撃を重視しており、デュミナスのブレナント級とデトロワのデーベルン級の中間の性格を持つ艦である。
サンカリ級戦艦
複合防御による高い耐久力と重武装で知られたラファリエスの主力戦艦。また構造が単純なため量産性にも優れ、巡洋艦のように隊列を組んでの艦隊戦も行える。
ベイシャン級航空母艦
多数の艦載機運用能力を持ち、アサルトドローンによる攻撃力も高い反面、防御力は低い。
シルグノーム級巡洋戦艦
ラファリエスが開発した次世代型巡洋戦艦。初めて、亜空間ゲートを使わないで亜空間に行ける大型艦。アマティス編ではアマティス軍に一隻奪取・編入される。またラファリエス編では、レオハン大佐の証言どおり、アマティスに強奪された艦が登場、亜空間で交戦する事となる。
ヴァルダーナ級要塞艦
ラファリエスでここ10年続けられた軍備拡張計画の総仕上げとなる艦である。E.G1030年に就工する予定だったが、E.G1024年に発生したデトロワ連邦のデュミナス侵攻後に工事はペースアップされた。

#### 艦載機
ガルヴァ戦闘機
ラファリエスの主力戦闘機。ラファエリスでは航空機にも高い機動力を要求しているため特異なスタイルを持つものが多く、このガルヴァのその例に沿って特異な形状をしている。大気圏内でも姿勢制御用の極小可変ノズルを使用し、その結果スクワイエル並みの機動力を有することとなった。
フェルデ攻撃機
兵器搭載能力が高い反面、防御力が低い。
ディルドウ戦闘攻撃機
速度、防御性を向上させた新鋭機だが、機動性能が低下している。
軽装スクワイエル グェンダイ
艦隊防空を主任務とする軽量機。圧倒的な機動力を持つ。
汎用スクワイエル ギーンベルン
ラファリエスの主力スクワイエル。水準以上の防御力を持つ。

### アマティス国防軍

#### 艦船
コンスロート級駆逐艦
攻守のバランスに優れたアマティスの駆逐艦で、軽快な機動力を持ちAD兵器を含む適度な武装を有している。また、人員面の省力化が進んでいるため最低50人程度で運用可能なことが本級の最大の特徴である。主力艦隊の警護が主任務であるが対艦装備強化した型も存在する。
レオターク級軽巡洋艦
アマティスの巡洋艦。本格的な艦載機運用能力を持っているため、艦隊の目として運用される。直接防御力は列国の軽巡の中では最も低い。
ビッズワール級重巡洋艦
アマティスの新鋭巡洋艦で、船体構造に戦艦と同様の方式を用いている。将来、ダグレント級戦艦の退役に伴う砲撃力の減少を補完するために、レオターク級を上回る火力と艦載機運用能力を持っているがその能力を満たすために装甲防御が犠牲になっている。また、オルキスのガストーニュ級と同様、重巡の宿命故に継戦能力や航行能力はレオターク級に劣る。
ダグレント級戦艦
現在のアマティスの主力戦艦。建造は既に打ち切られていたが未だに第一線で運用されている。旧式艦ながら直接防御力は高く、性能は劣るものでは無い。
グレイジャス級航空戦艦
アマティス新鋭空母。戦艦並みの戦闘能力を持つ航空母艦で、アマティスの次期主力艦と目されている。艦隊戦における制宙権の確保と、広大な領域の哨戒のため単艦行動の多いアマティスでは、一隻で二隻分の働きのできる汎用性の高い軍艦が求められ、単艦での作戦能力の強化のために本級が建造された。但し、直接防御力では巡洋戦艦と同程度なため、戦艦との正面きった砲戦では不安が残るうえ、後に砲戦中は母艦が回避行動を行うため、艦載機の発着艦が事実上不可能になり、継続的な反復攻撃が困難であるという問題も判明したという。結果的には本格的な戦艦との砲撃戦や、空母との純粋な航空戦においては専門化した艦に敵わず、後に「戦艦にも空母にもなれない中途半端な艦を主力艦にするからこうなるのだ。」と揶揄される事となった。

#### 艦載機
スマッジ戦闘機
敵艦隊の上空制圧を主任務とし、速度性能が重視されている。
スーペラン攻撃機
対艦攻撃が主任務だが、防御性能が貧弱な為、作戦運用が難しい。
ファーデット戦闘攻撃機
戦闘機と攻撃機の能力を併せ持つが、一部の武装が装備出来ない問題点がある。
汎用スクワイエル ゼッツァー
アマティスの主力スクワイエル。敵の艦載機の迎撃が主な任務。
重装スクワイエル ビーコック
アマティスの重装型スクワイエルで、デュミナスのタウロスの影響を受け設計された。艦船等で用いられる集中防御型システムを採用したことにより、重装甲化しつつも汎用型であるゼッツァーと同程度の機動力を有することに成功している。近接艦隊戦における重火力発揮が求められ開発された。

## 技術・用語説明

### スクワイエル(SCWAIER）
スクワイエルとはオウバードフォースの世界に登場する架空のロボット兵器である。全領域歩行式特殊車両（Space Conformable Walking In the Eccentric Roader）の略であり、戦闘機型の艦載機と共にこの世界での主要な艦載兵器のひとつとなっている。元来、スクワイエルは宇宙用多目的作業ポットであったがその汎用性の高さに目をつけた軍が兵器として研究を始めたことに端を発する。
従来、惑星攻略において地上制圧に必要な戦闘車両を投入するには橋頭堡を確保する必要があり、迅速な作戦遂行の大きな障害となっていたが、宇宙多目的作業ポッドに重力下での行動能力を付与しこの問題を解決しようとしたのである。元々多目的作業ポッドであったため任務に応じて様々な装備を施すことができ、これらによる柔軟運用が可能になったことで短期間で主要な兵器としての地位を手に入れた。

### アサルトドローン（AD）
アサルトドローン（以下AD）とは、大威力で効果範囲の広い大型ミサイル兵器のことである。用語としてはオウバードフォースアフターから登場しオウバードフォースには登場しないが、オウバードフォースにも「ズィーモス」「ザガルート」等といったAD兵器が登場する事から後付けの設定であると思われる。アサルトドローンは「大型打ち上げロケットによる体当たり攻撃」（攻略本『オウバードフォース完全攻略ガイドブック』より）と言われるほどの大型兵器で、当初は巡洋艦以上の艦艇にしかその発射設備が搭載できなかったが後に駆逐艦クラス用の小型のタイプが開発され（ズィーモスS等）搭載できるようになった。AD兵器を搭載することを主眼に置いた艦艇も存在することからもこの兵器の有効性を認識出来る大威力兵器であるが、核ミサイルであるIPBM（惑星間弾道ミサイル）等核兵器は別個にが存在することから、AD兵器は通常兵器であると推測される。

### 亜空間ゲート
この世界におけるワープ航法的存在で、初期のエレミア星系にあった不安定な重力バランスによる空間の歪みを人工的に発生させ、これにより亜空間を利用して惑星間移動を素早く行えるようにしたものである。星系法で亜空間ゲート周辺は非戦闘地域に指定され、ゲート自身の軍事的利用も禁止されている。また、一度にゲートを通過できる数は決して多くなく、無理に大多数の物体を通過させると出発点の惑星に致命的損傷を与える事からも、軍事的には利用されない。

## 関連作品
- ゲームブック『オウバードフォースを一生楽しむ本』ケイブンシャ ISBN 4-7669-2644-7
- 攻略本『プレイステーション必勝スペシャル オウバードフォース』ケイブンシャ ISBN 4-7669-2627-7
- 攻略本『オウバードフォース完全攻略ガイドブック』NTT出版 ISBN 4-87188-836-3
- 攻略本『オウバードフォース攻略ガイドブック』T2出版 ISBN 4-900700-29-0
- 攻略本『超攻略本オウバードフォースアフター』徳間書店 ISBN 4-19--820059-9